# روبين كوينتانا
روبين كوينتانا (بالإسبانية: Rubén Quintana)‏ (و. 1980  م) هو لاعب كرة سلة إسباني، ولد في أغويميس، شارك في ألعاب البحر الأبيض المتوسط 2005، مركز لعبه هو لاعب هجوم صغير الجسم.

## روابط خارجية
- روبين كوينتانا على موقع الدوري الإسباني لكرة السلة (الإسبانية)
- روبين كوينتانا على موقع كرة السلة الأوروبية.كوم (الإنجليزية)
- روبين كوينتانا على موقع ريلجم (الإنجليزية)
- روبين كوينتانا على موقع بروبوليرز (الإنجليزية)
- روبين كوينتانا على موقع سبورتس رفرنس (الإنجليزية)